# Ole Hegge
Ole Hegge (né le 3 septembre 1898 et mort le 2 juin 1994) est un ancien fondeur norvégien.

## Jeux olympiques
- Jeux olympiques d'hiver de 1928 à Saint-Moritz 
  -  Médaille d'argent sur 18 km.